# Hippopsis quinquelineata
Hippopsis quinquelineata là một loài bọ cánh cứng trong họ Cerambycidae.